# Cícero Pompeu de Toledo
Cícero Pompeu de Toledo (1910- 1959) fue un dirigente deportivo brasileño de los años 40 y 50.
Ingresó en el São Paulo FC en 1939. De 1944 a 1946, asumió el cargo de Secretario de la Directiva y su gestión estuvo marcada por un significativo aumento del cuadro social del club. En 1947 fue elegido por primera vez Presidente del club, siendo consecutivamente reelegido hasta 1957, año en que se retiró por motivos de salud. En sus últimas gestiones al frente del tricolor, incentivó la llevada a cabo del proyecto de construcción del Estadio Morumbi, dando inicio a la construcción de la plaza de deportes que hoy lleva su nombre, pero murió antes de que esta concluyera. Cícero Pompeu de Toledo está considerado el presidente de Honor del São Paulo FC - por lo tanto, presidente eterno del club.
En su homenaje, el nombre oficial del Estadio Morumbi es Estadio Cícero Pompeu Toledo.